# 648-as busz
A 648-as jelzésű elővárosi autóbusz Kiskunlacházán közlekedik, a vasútállomás és a Birka Csárda között. A járatot a MÁV Személyszállítási Zrt. üzemelteti.

## Megállóhelyei
| 0  | Kiskunlacháza, vasútállomás végállomás  | 15 | 669, 670                                                                       |
| 1  | Kiskunlacháza, vasútállomás bejárati út | 14 | 645, 647, 654, 669, 670                                                        |
| 3  | Kiskunlacháza, gépállomás               | 12 | 645, 647, 669, 670                                                             |
| 5  | Kiskunlacháza, Katona József utca       | 10 | 645, 647, 654, 669, 670                                                        |
| 6  | Kiskunlacháza, malom                    | 9  | 645, 647, 654, 669, 670                                                        |
| 8  | Kiskunlacháza, vasútállomás elágazás    | 8  | 645, 647, 654, 660, 661, 665, 668, 669, 670 1110, 1111, 1113, 1115 S25 G25 Z25 |
| 15 | Kiskunlacháza, Birka Csárda végállomás  | 0  |                                                                                |